# Friedrich August Theodor Dietrich
Friedrich August Theodor Dietrich (* 23. Oktober 1817 in Bojanowo; † 7. Dezember 1903 in Lankwitz) war ein deutscher Bildhauer.

## Leben
Dietrich absolvierte zunächst eine Holzbildhauerlehre. Er ging als Schüler von Friedrich Drake nach Berlin und besuchte dort die Kunstakademie bei Christian Daniel Rauch und Christian Friedrich Tieck. Als selbständiger Bildhauer stellte Dietrich ab 1850 regelmäßig und erfolgreich auf der Berliner Akademieausstellung aus. Ein erster bedeutender Auftrag war die vervielfältigte Statuette des russischen Zaren Nikolaus I., weitere Porträtstatuetten und Büsten preußischer und russischer Herrscher folgten. Der Zugang zu diesen Höfen eröffnete ihm breite Auftragsmöglichkeiten. Ein Förderer Dietrichs wurde Fürst Pückler-Muskau. So konnte der nun vermögende Künstler den Familiensitz des Grafen Oriola bei Luckau erwerben. 1898 stellte er letztmals in Berlin aus.

## Werk
Zu den wichtigsten Arbeiten Dietrichs gehören die Porträtstatuetten des Zaren Nikolaus I. (um 1852), auch dessen Büste (1856). Er erhielt danach zahlreiche Porträtaufträge, u. a. die im Bestand der Nationalgalerie Berlin erhaltenen Büsten Friedrich Wilhelm IV. und Wilhelm I. Für seine Vaterstadt Bojanowo schuf Dietrich ein Denkmal des Generalpostmeisters Heinrich Schmückert, für das er am 1. Oktober 1874 die Ehrenbürgerschaft der Stadt erhielt. 
 Dietrichs Werk ist von einem strengen Realismus geprägt, was seine Arbeiten daher an Frische zu wünschen lassen.